# Мікеланджело Рампулла
Мікеланджело Рампулла (італ. Michelangelo Rampulla, нар. 10 серпня 1962, Патті) — італійський футболіст, що грав на позиції воротаря. По завершенні ігрової кар'єри — футбольний тренер.
Виступав, зокрема, за клуби «Кремонезе» та «Ювентус», а також молодіжну збірну Італії.
Чотириразовий чемпіон Італії. Дворазовий володар Суперкубка Італії з футболу. Володар Кубка Італії. Володар Кубка УЄФА. Переможець Ліги чемпіонів УЄФА. Володар Суперкубка УЄФА. Володар Міжконтинентального кубка. Володар Кубка Інтертото.

## Клубна кар'єра
Народився 10 серпня 1962 року в місті Патті. Вихованець футбольної школи клубу «Паттезе».
У дорослому футболі дебютував 1979 року виступами за команду клубу «Паттезе», в якій провів один сезон, взявши участь у 19 матчах чемпіонату.
Згодом з 1980 по 1985 рік грав у складі команд клубів «Варезе» та «Чезена».
Своєю грою за останню команду привернув увагу представників тренерського штабу клубу «Кремонезе», до складу якого приєднався 1985 року. Відіграв за кремонську команду наступні сім сезонів своєї ігрової кар'єри. Більшість часу, проведеного у складі «Кремонезе», був основним гравцем команди.
У 1992 році уклав контракт з клубом «Ювентус», у складі якого провів наступні десять років своєї кар'єри гравця. Був резервним голкіпером туринської команди, поступаючись місцем в основному складі спочатку досвідченішому Стефано Такконі, а згодом значно молодшому Анджело Перуцці. За цей час чотири рази виборював титул чемпіона Італії, ставав володарем Суперкубка Італії з футболу (двічі), володарем Кубка Італії, володарем Кубка УЄФА, переможцем Ліги чемпіонів УЄФА, володарем Суперкубка УЄФА, володарем Міжконтинентального кубка, володарем Кубка Інтертото. Завершив професійну ігрову кар'єру 2002 року в «Ювентусі».

## Виступи за збірну
Протягом 1982–1984 років залучався до складу молодіжної збірної Італії. На молодіжному рівні зіграв у 10 офіційних матчах. Був учасником молодіжного Євро-1982 та молодіжного Євро-1984.

## Кар'єра тренера
Розпочав тренерську кар'єру 2006 року, увійшовши до тренерського штабу клубу «Ювентус», займаючись підготовкою воротарів.
2011 року очолював команду клубу «Дертона».
Наразі останнім місцем тренерської роботи був китайський клуб «Гуанчжоу Евергранд», в якому Мікеланджело Рампулла був одним з тренерів головної команди до 2015 року.

## Титули і досягнення
- Чемпіон Італії (4):

«Ювентус»: 1994–95, 1996–97, 1997–98, 2001–02
- Володар Суперкубка Італії з футболу (2):

«Ювентус»: 1995, 1997
- Володар Кубка Італії (1):

«Ювентус»: 1994–95
- Володар Кубка УЄФА (1):

«Ювентус»: 1992–93
- Переможець Ліги чемпіонів УЄФА (1):

«Ювентус»: 1995–96
- Володар Суперкубка УЄФА (1):

«Ювентус»: 1996
- Володар Міжконтинентального кубка (1):

«Ювентус»: 1996
- Володар Кубка Інтертото (1):

«Ювентус»: 1999